# لیتومیشل ۲۶۳۲۸
سیارک ۲۶۳۲۸ (به انگلیسی: 26328 Litomysl، نامگذاری:1998WQ) بیست و شش هزار و سیصد و بیست و هشتمین سیارک کشف شده‌است که در ۱۸ نوامبر ۱۹۹۸ کشف شد.